# Bachyt Sarsekbajev
Bachyt Abdirachmanuly Sarsekbajev (kazašsky Бақыт Әбдірахманұлы Сәрсекбаев, * 29. listopadu 1981 v Pavlodaru, SSSR) je kazašský amatérský boxer, nastupující v lehké střední váze. Je olympijským vítězem z olympijských her 2008 v Pekingu.
Je vysoký 173 cm. V poloprofesionální lize World Series Boxing nastupoval za kazašské mužstvo Astana Arlans. Byl ve své vlasti poctěn titulem Mistr sportu.

## Medaile z mezinárodních soutěží
- Olympijské hry – zlato 2008 (lehká střední)
- Mistrovství Asie – zlato 2005 a 2007 (oboje lehká střední)
- Asijské hry – bronz 2002 (velterová - reprezentant Uzbekistánu) a zlato 2006 (lehká střední)
- Univerziáda – zlato 2006 (lehká střední)

## Zajímavost
Vyrůstal v Uzbekistánu a od 12 let se věnoval boxu. Když se v roce 2004 nedostal do uzbeckého olympijského výběru, rozhodl se pro návrat do rodné země.